# 観音院 (岡谷市)
観音院（かんのんいん）は、長野県岡谷市湊四丁目にある真言宗智山派の寺院。山号は龍光山。本尊は十一面観音。一般的には「小坂観音院」の名で知られる。

## 由緒
かつては諏訪大社の社坊であった。中世に諏訪氏の祈願所となった。諏訪湖を見渡せる眺望の良い高台にある。諏訪藩主諏訪忠恒を開基として中興された。本堂は正徳5年（1715年）諏訪忠虎によって再建された。
井上靖の著書「風林火山」では、諏訪頼重の娘由布姫（諏訪御料人）は、武田信玄の側室となって武田勝頼を生み、この観音院で暮らす設定になっている。井上靖の小説を原作とした平成19年（2007年）のNHK大河ドラマ「風林火山」でも観音院が登場する。
昭和38年（1963年）境内の高台に、諏訪御料人の供養塔が建てられた。